# Ульяновка (Каменец-Подольский район)
Ульяновка (укр. Улянівка) — село в Каменец-Подольском районе Хмельницкой области Украины.
Население по переписи 2001 года составляло 311 человек. Почтовый индекс — 32340. Телефонный код — 3849. Занимает площадь 0,509 км².

## Местный совет
32340, Хмельницкая обл., Каменец-Подольский р-н, с. Голосков, ул. Коцюбинского, 8